# Brändö kyrka, Vasa

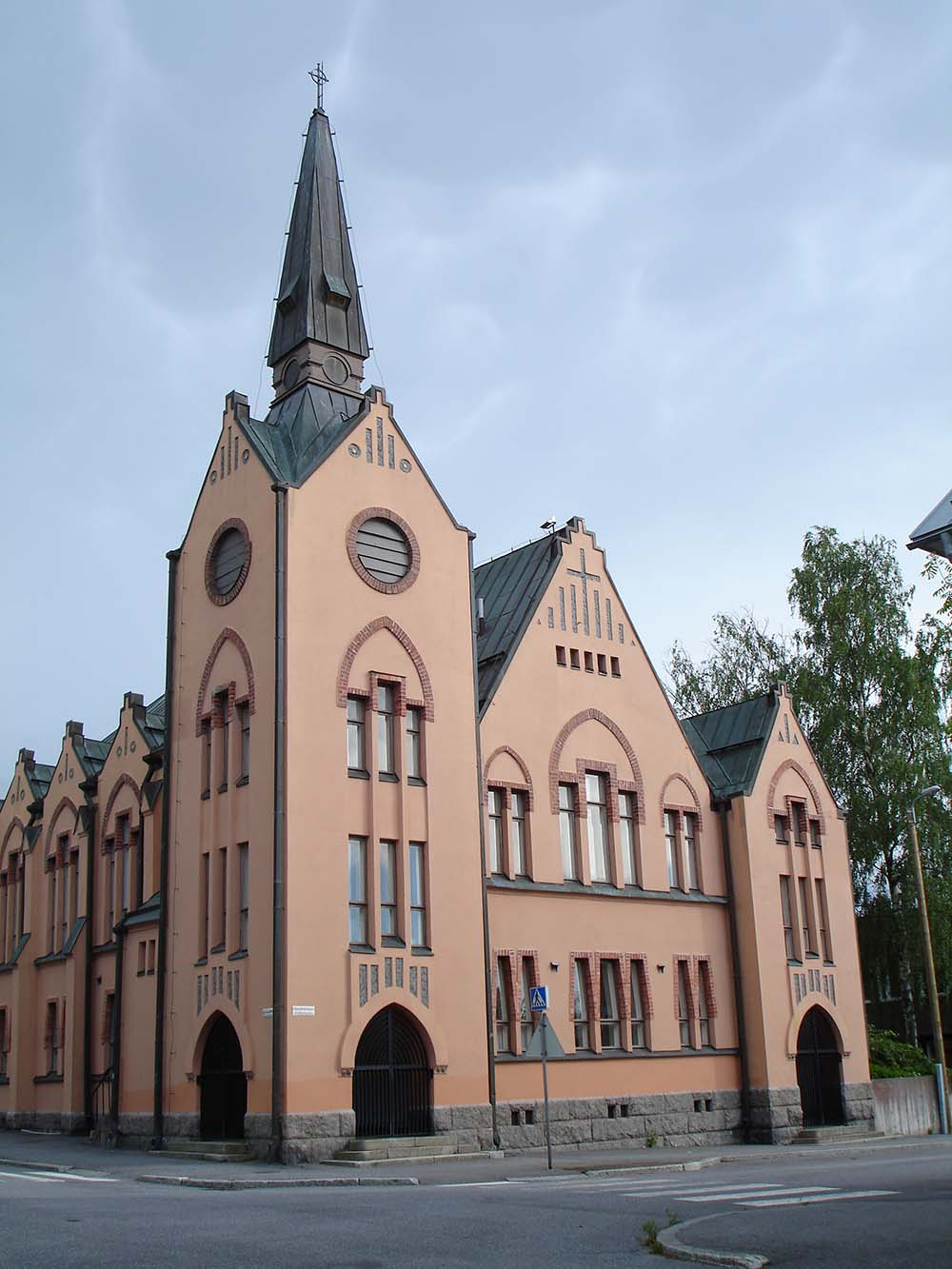
Brändö kyrka

Brändö kyrka är en kyrkobyggnad på Brändö i Vasa i Österbotten. Kyrkan ligger vid Kaptensgatan och rymmer cirka 400 personer. Den används av Vasa svenska och finska församlingar.

## Kyrkobyggnaden
Kyrkan uppfördes 1910 i jugendstil efter ritningar av arkitekten A.W. Stenfors. Kyrkan grundrenoverades invändigt 1988 och fasaderna 2001.

## Inventarier
Kyrkans orgel med 30+1 stämmor har gjorts av V. Virtanen. Utöver orgeln finns ett piano och ett elpiano.